# План ООН по розділенню Палестини
План ООН по розділу Палестини — план, прийнятий 29 листопада 1947 року резолюцією № 181 Генеральної Асамблеї ООН (33 голоси «за», 13 «проти», 10 утримались). Передбачав припинення британського мандату в Палестині до 1 серпня 1948 року і рекомендував створення на її території двох неназваних держав: єврейської і арабської.
Єрусалим і Вифлеєм, згідно з рішенням ООН, повинні були стати територією під міжнародним контролем. Неприйняття плану зі сторони арабської спільноти, яке вважало його несправедливим по відношенню до арабів, стало причиною початку Арабо-ізраїльської війни 1947—1949 років.
У грудні 1947 року Верховний комісар Палестини надав до міністерства у справах колоній прогноз, що територія, виділена під створення арабської держави, буде внаслідок війни розділена між Сирією (Східна Галілея), Самарією і Юдеєю та Єгиптом.

## Складення плану Спеціальним комітетом ООН по Палестині та Комітет ООН спеціалізованого на палестинському питанні
Після закінчення Другої світової війни Єврейське агентство як представник єврейського населення Палестини й далі наполягало на швидкому створенні єврейської держави. Арабська спільнота вимагала створення єдиної незалежної держави, яка через відношення численності була б переважно арабською за складом населення.
Після того як Британії не вдалося знайти прийнятне для обох сторін рішення, питання політичного майбутнього Палестини було передано в ООН. З цією метою при ООН була створена комісія UNSCOP, в яку входили представники різних націй, що повинно було сприяти прийняттю об'єктивного рішення.
В результаті UNSCOP розробив два можливих варіанти вирішення конфлікту. Згідно з першим, передбачалось створення двох незалежних, але з'єднаних економічним союзом держав. При цьому, Єрусалим повинен був стати територією під міжнародним контролем. Альтернативний варіант передбачав створення федерації з єврейською і арабською складовими.
Інші варіанти неможливо було реалізувати:
- Створення єдиної держави з домінуючою роллю одного з етносів;
- Створення двох, цілком ізольованих одна від одної, держав;
- Кантонізація (розділення на рівні окремих сіл/міст).

Більшість країн-членів комісії підтримало перший варіант. Іран, Індія, Югославія підтримали другий варіант, а Австралія утрималась.

## Деталі плану
ООН пропонувала міжнародне керування містами Єрусалим і Вифлеєм, через наявність великої кількості релігійних місць. Єврейська держава повинна була отримати побережну рівнину біля міста Хайфа, східну частину Галілеї і Негев.
Близько половини території Палестини в той час нікому не належало (земля перебувала в державному володінні), особливо безплідна пустеля Негев, яка становила третину території країни. Близько 47 % землі належало арабським землевласникам, приблизно 6 % належало євреям.

## Голосування в ООН
| Підтримали (33) Відхилили (13) Утрималися (10) | Відсутні (1) Не члени |

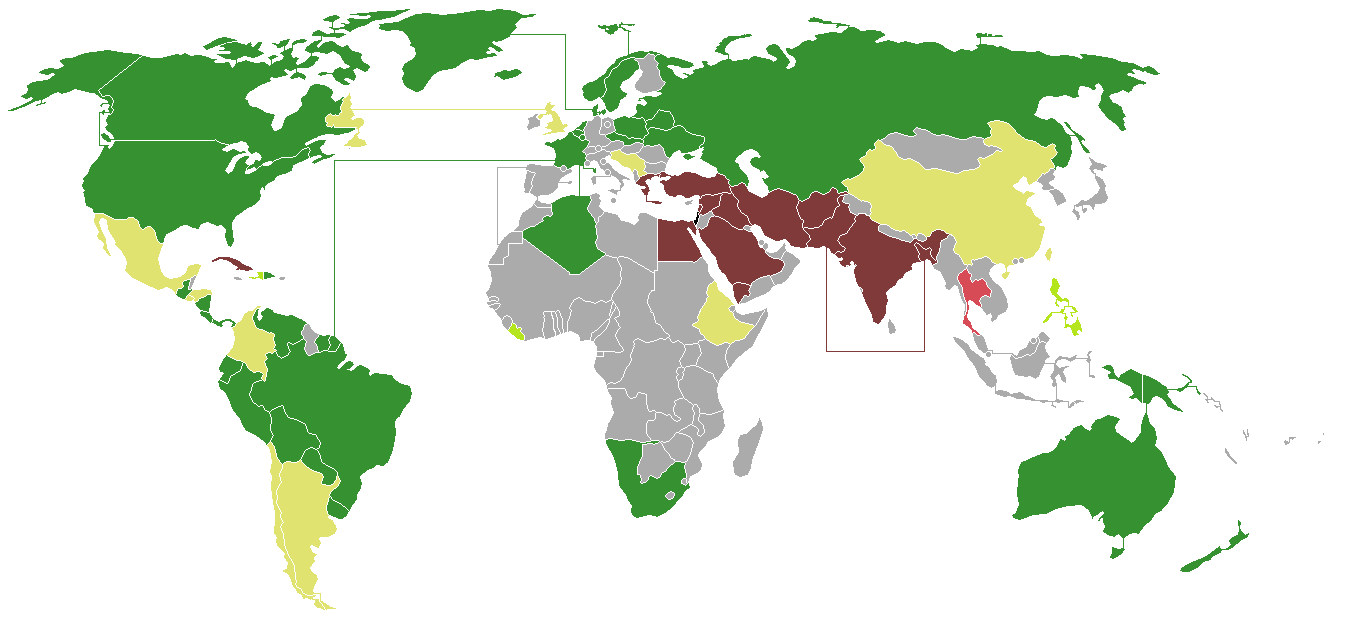
Результати остаточного голосування членів ООН за розділення Палестини:
Підтримали (33)
Відхилили (13)
Утрималися (10)
Відсутні (1)
Не члени

За прийняття плану голосували (33): Австралія, Бельгія, Болівія, Бразилія, Венесуела, Гаїті, Гватемала, Данія, Домініканська Республіка, Ісландія, Канада, Коста-Рика, Ліберія, Люксембург, Нідерланди, Нікарагуа, Нова Зеландія, Норвегія, Панама, Парагвай, Перу, Польща, СРСР (у тому числі Білоруська РСР і Українська РСР), США, Уругвай, Філіппіни, Франція, Чехословаччина, Швеція, Еквадор, Південна Африка. 
Проти плану голосували (13): Афганістан, Єгипет, Греція, Індія, Ірак, Іран, Ємен, Куба, Ліван, Пакистан, Саудівська Аравія, Сирія, Туреччина.
Утрималися (10): Аргентина, Велика Британія, Гондурас, Китайська Республіка, Колумбія, Мексика, Сальвадор, Чилі, Ефіопія та Югославія.
Таїланд не брав участі в голосуванні.

## Збройний конфлікт

Відмінності від плану ООН за підсумками Палестинської війни: територія, призначена для майбутньої єврейської держави та на якій 14 травня 1948 року був проголошений Ізраїль
----
територія, призначена для майбутньої арабської держави та захоплена Ізраїлем вході війни територія, призначена для майбутньої арабської держави та захоплена Єгиптом та Йорданією вході війни
----
частина міста зі Єрусалим, захоплена Ізраїлем вході війни частина міста зі спеціальним міжнародним режимом Єрусалим, захоплена Йорданією вході війни

Невдача плану мирного урегулювання викликала початок численних зіткнень між нерегулярними єврейськими і арабськими угрупуваннями.